# بني الاشعور (المخادر)

تعديل مصدري - تعديل

بني الاشعور محلة تابعة لقرية بني قترة، التابعة لعزلة الصفي بمديرية المخادر إحدى مديريات محافظة إب في الجمهورية اليمنية، بلغ تعداد سكانها 81 حسب تعداد اليمن لعام 2004.